# The Nice Guys
The Nice Guys is een Amerikaanse komische misdaadfilm uit 2016, geregisseerd door Shane Black. 
De film is een neo noir waarbij komedie, misdaad en vriendschap worden gecombineerd met de gelatenheid van de film noir.

## Verhaal
Los Angeles in 1977, de film begint met een auto die in het ravijn rijdt met daarin een pornoactrice genaamd Misty Mountain. Ze komt om het leven en het blijkt dat het geen ongeluk is maar een moord. De onsuccesvolle en alcoholistische privédetective Holland March (Ryan Gosling) neemt graag hopeloze zaken aan en heeft er geen moeite mee om zijn cliënten geld af te troggelen. Hij wordt door de tante van Misty gevraagd om haar te zoeken omdat ze beweert dat ze haar nichtje twee dagen na de moord nog gezien heeft. March komt een vriendin van Misty, Amelia Kuttner op het spoor maar Amelia huurt de vechtersbaas Jackson Healy (Russel Crowe) in om March af te schrikken. Amelia is intussen vermist geraakt en Healy wordt overvallen door twee criminelen, Blue Face en Older Guy, die van hem willen weten waar Amelia is.
Healy die zich zorgen maakt om Amelia vraagt of March hem wil helpen. De twee gaan samenwerken en komen stapsgewijs een samenzwering op het spoor die naar het hoogste niveau binnen de Amerikaanse auto-industrie leidt. Ze moeten niet alleen de zaak oplossen en huurmoordenaars ontlopen maar ook op Holly, de dertienjarige dochter van March, passen. Holly gaat zelf ook op onderzoek uit en weet haar vader van de nodige informatie te voorzien.
March en Healy komen in contact met Chet, een jonge cameraman die hen naar het afgebrande huis van Dean brengt. Dean was de vriend van Amelia maar hij is omgekomen in de brand. Amelia, Misty en Dean waren bezig met een documentaire waarin onderzoeksjournalistiek en porno werden gecombineerd. Deze documentairefilm werd gefinancierd door Sid Shattuck. De twee gaan naar een feest van de porno-industrie om deze Sid en Amelia te vinden. March valt dronken van het balkon, komt Amelia tegen in de tuin en vindt het lijk van de zojuist vermoorde Sid. Holly die ook in het feest geïnfiltreerd is, wordt meegenomen door Blue Face. Holly weet te voorkomen dat Blue Face Amelia vermoord en samen rennen ze weg, achternagezeten door Blue Face. Tegelijkertijd raakt Healy in gevecht met Older Guy. Bue Face wordt aangereden en terwijl hij op de weg ligt vertelt hij aan Healy dat er een huurmoordenaar op hen afgestuurd wordt met de naam John Boy. Hierna wordt hij gewurgd door Healy.
March en Healy ontmoeten Judith Kuttner, de moeder van Amelia en haar assistent Tally. Ze huurt hen in om Amelia op te sporen en te beschermen. De twee gaan naar een hotel waar Amelia met filmdistributeurs heeft afgesproken maar zien hoe John Boy deze mensen vermoord. Ze keren om maar treffen Amelia aan die ontsnapt is en nemen haar mee naar het huis van March. Amelia beweert dat haar moeder samenwerkt met de auto-industrie om te voorkomen dat informatie uitlekt over luchtvervuiling waardoor de industrie gedwongen zou worden om katalysatoren te installeren. Ze nemen deze ogenschijnlijke complottheorie niet serieus en bellen Tally om te zeggen dat ze gevonden is. Tally zegt dat ze een arts zal sturen en weet March en Healy met een list het huis uit te krijgen. De arts die langskomt blijkt niemand minder dan John Boy te zijn. Als de twee terugkomen volgt een schietpartij en Amelia weet te ontkomen. Ook John Boy gaat ervandoor en treft Amelia liftend langs de weg waarna hij haar doodschiet.
March Healy en Holly gaan naar de LA Auto Show waar de film vertoond zal worden. Chet blijkt daar de projector te gaan bedienen en ze willen voorkomen dat hij vermoord gaat worden. Er volgen confrontaties met Tally, Older Guy, John Boy en andere zware jongens maar de uiteindelijk weten ze de film te pakken te krijgen. Wanneer Healy probeert om John Boy te wurgen weet Holly hem te overtuigen om hem in leven te laten. In de rechtbank vertelt Judith dat ze ondanks haar betrokkenheid in het complot March en Healy inhuurde om haar dochter te beschermen. Ook zegt ze dat de auto-industrie onverslaanbaar is en vrijuit zal gaan.
In de eindscène zitten March en Healy in een bar. March zegt dat het niet lang meer zal duren voordat iedereen in Japanse elektrische auto's zal rijden. Hij stelt voor dat ze samen een detectivebureau opzetten met de naam The Nice Guys.

## Rolverdeling
| Acteur           | Personage       |
| ---------------- | --------------- |
| Russell Crowe    | Jackson Healy   |
| Ryan Gosling     | Holland March   |
| Angourie Rice    | Holly March     |
| Matt Bomer       | John Boy        |
| Margaret Qualley | Amelia          |
| Keith David      | Older guy       |
| Kim Basinger     | Judith Kuttner  |
| Beau Knapp       | Blueface        |
| Daisy Tahan      | Jessica         |
| Murielle Telio   | Misty Mountains |
| Ty Simpkins      | Bobby           |
| Jack Kilmer      | Chet            |

## Productie
In juni 2014 werd aangekondigd dat Shane Black een nieuwe misdaadfilm ging regisseren met Ryan Gosling en Russel Crowe in de hoofdrollen. In september kwamen Margaret Qualley en Angourie Rice bij de cast. Ondanks dat de film in Los Angeles speelt werden de meeste opnamen gemaakt in Georgia, in de plaatsen Atlanta en Decatur. De villa waarin het feest wordt gehouden is een bekende villa in Atlanta genaamd Dallas Austin House. De filmopnamen gingen van start eind oktober 2014. In november werd er gefilmd in Los Angeles.

## Release
De film ging op 11 mei 2016 in première en werd op 15 mei vertoond op het Filmfestival van Cannes (buiten competitie).